# Ivan Jensen
Tage Ivan Jensen (Copenhague, 10 de novembro de 1922 - 26 de janeiro de 2009) foi um futebolista dinamarquês, medalhista olímpico. 

## Carreira
Ivan Jensen fez parte do elenco medalha de bronze, nos Jogos Olímpicos de 1948.

## Ligações Externas
- Perfil olímpico